# امیلی جانس
امیلی جانس (انگلیسی: Emily Janss؛ زادهٔ ۱ ژوئیهٔ ۱۹۷۸) بازیکن فوتبال اهل ایالات متحده آمریکا است.
از باشگاه‌هایی که در آن بازی کرده‌است می‌توان به واشینگتن فریدام و نیویورک پاور اشاره کرد.